# Teiidae
Famille
Les Teiidae sont une famille de sauriens. Elle a été créée par John Edward Gray en 1827. Les espèces des genres Salvator et Tupinambis sont communément appelés Tégus.

## Répartition
Les espèces de cette famille se rencontrent en Amérique du Sud et dans les Antilles. Une espèce, le Tégu noir et blanc, a été introduite en Floride et est le seul représentant de cette famille en Amérique du Nord.

## Description
Ce sont des lézards terrestres qui se caractérisent par :
- une longue langue fourchue et déliée, sortie en permanence ;
- de nombreuses rangées d'écailles ventrales, d'une taille différente de celle des écailles dorsales ;
- de grandes écailles céphaliques symétriques, non soudées aux os crâniens ;
- de grosses écailles sous le menton ;
- l'absence d'os (ostéodermes) sous les écailles du corps et des membres.

Bien que la plupart des espèces composant la famille soit de petite taille, celles des genres Salvator, Tupinambis et Callopistes sont souvent de grande taille et font penser de loin à des varans (appelés aussi goanna) de la famille des Varanidés, avec lesquels ils partagent une évolution convergente. Les deux familles partagent en commun d'être des animaux de taille moyenne possédant des griffes lacérantes, des dents coupantes, un régime souvent opportuniste et occupant une niche écologique assez similaire, en plus de se montrer agressif si nécessité il y a.

## Liste des genres et des sous-familles
Selon The Reptile Database (14 mai 2016) :
- Callopistinae Fitzinger, 1843
  - genre Callopistes Gravenhorst, 1838
- Teiinae Gray, 1827
  - genre Ameiva Meyer, 1795
  - genre Ameivula Harvey, Ugueto & Gutberlet, 2012
  - genre Aspidoscelis Fitzinger, 1843
  - genre Aurivela Harvey, Ugueto & Gutberlet, 2012
  - genre Cnemidophorus Wagler, 1830
  - genre Contomastix Harvey, Ugueto & Gutberlet, 2012
  - genre Dicrodon Duméril & Bibron, 1839
  - genre Glaucomastix Goicoechea, Frost, de la Riva, Pellegrino, Sites, Rodrigues & Padial, 2016
  - genre Holcosus Cope, 1862
  - genre Kentropyx Spix, 1825
  - genre Medopheos Harvey, Ugueto & Gutberlet, 2012
  - genre Pholidoscelis Fitzinger, 1843
  - genre Teius Merrem, 1820
- Tupinambinae Bonaparte, 1831
  - genre Crocodilurus Spix, 1825
  - genre Dracaena Daudin, 1802
  - genre Salvator Dumeril & Bibron, 1839
  - genre Tupinambis Daudin, 1802

## Publication originale
- Gray, 1827 : A Synopsis of the Genera of Saurian Reptiles in which some new Genera are indicated, and the others reviewed by actual Examination. The Philosophical Magazine or Annals of Chemistry, Mathematics, Astronomy, Natural History and General Science, vol. 2, no 7, p. 54-58 (texte intégral).